# Rechten der Jeugd
Rechten der Jeugd, ook bekend als Zooals de ouden zongen en De jeugd moet weten, is een Nederlandse stomme film uit 1921 onder regie van Maurits Binger. De film werd opgenomen in 1918 en was bedoeld een witte film te worden: een film die was bestemd voor rooms-katholieken. Het werd toen afgekeurd, omdat het "een schaars geklede dans" bevatte.

## Plot
Herman van Hogelanden is de enige zoon van schilder Gerard van Hogelanden en is verliefd op Dora, de dochter van de houtvester. Hij is bang dat zijn vader Dora nooit zal goedkeuren als schoondochter, maar krijgt tot zijn verrassing toestemming met haar te huwen. Om deze beslissing nader uit te leggen, vertelt Gerard zijn levensverhaal. Als 20-jarige man leefde Gerard enkel om te schilderen. Zijn vader zag zijn zoon liever als koopman, maar Gerard had daar geen behoefte aan. Hij is tevens tegen zijn relatie met Maria, de dochter van pastoor Hendrix.
Toen Gerard eenmaal volwassen genoeg was, werd hij naar de universiteit in de grote stad gestuurd. Zijn vader liet hem aan zijn lot over, terwijl Gerard problemen had zijn kunst te verkopen. Uit dwang trouwde hij met een vrouw die enkel uit was op zijn geld. Op aanraden van vriend Paul van Beek begon hij een nieuw leven. Een geringe tijd later stortte hij zich op het schilderen van Maria's portret. Zij stond geheel onverwachts voor zijn deur en bood aan nogmaals voor hem te poseren. Toen het schilderij eenmaal voltooid was, kreeg het veel lof. Gerard werd een machtig man en zag eindelijk zijn kans Maria tot zijn vrouw te maken.

## Rolbezetting
| Acteur              | Personage                      |
| ------------------- | ------------------------------ |
| Annie Bos           | Maria                          |
| Adelqui Migliar     | Schilder Gerard van Hogelanden |
| Jan van Dommelen    |                                |
| Jeanne van der Pers |                                |
| Renee Spiljar       |                                |
| Sophie Willemse     |                                |